# 연습곡 Op. 10, 5번 (쇼팽)

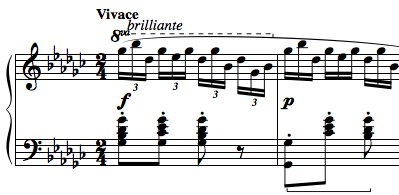
쇼팽 연습곡 Op. 10의 5번의 첫 마디

쇼팽의 연습곡 Op. 10, 5번(Étude Op. 10, No. 5)은 폴란드 출신의 프레데리크 쇼팽이 1830년에 작곡한 곡으로 1833년에 프랑스, 독일, 영국 등지에서 첫 출판되었다. 5번은 쇼팽의 작품번호 10번의 5번이고 오른손이 한 음을 제외하고 검은 건반만을 연주한다는 데서 비롯한 흑건(黑鍵, 폴란드어: czarne klawisze, 프랑스어: clés noires, 영어: black keys)이라는 별칭이 매우 유명하다. 오른손은 검은 건반만을 위주로 한 셋잇단음표 연주와 왼손은 옥타브 음정의 스타카토의 연습을 하는데 주 목적을 두었다. 5번도 다른 쇼팽의 많은 연습곡과 마찬가지로 A-B-A의 세도막 형식을 띠고 있다.

## 대중문화
대만 영화 '말할 수 없는 비밀'에서 피아노 배틀 중 흑건을 백건으로 편곡한 장면이 있다.